# Pretty Hurts
Singles de Beyoncé Knowles
Drunk in Love
(2013)
Pretty Hurts est une chanson de la chanteuse américaine Beyoncé extrait de son 5e album homonyme.
Elle est écrite par Joshua Coleman, Sia Furler et Beyoncé Knowles.

## Clip vidéo
Le titre « Pretty Hurts », peut être traduit par « la beauté fait mal ». Le clip a été réalisé par Melina Matsoukas. Dès les premiers instants du clip, on ressent la solitude du personnage principal, joué par Beyoncé. Dans les coulisses d'un concours de beauté on voit ces concurrentes souffrir pour rentrer dans leurs robes, des disputes, du mépris. Les projecteurs éteints, personne ne sourit, personne ne se parle.
Lorsque Beyoncé entre sur scène. Elle chante a cappella. La scène est forte. On ressent sa détresse et sa sincérité. On peut faire face à une contradiction, elle dénonce dans sa chanson une dictature de la beauté qu'elle s'inflige elle-même.
Ensuite, les scènes entre les coulisses et le plateau se confondent. La solitude, la préparation, la rivalité derrière le rideau et la beauté, le bonheur, le sourire devant. On sent le mal-être de tous les personnages se trouvant sur le piédestal. Elles sont là pour se vendre, pour vendre la beauté. 
Le clip critique la profonde hypocrisie des victimes. On a appris aux petites filles à sourire, à se faire belle dans le but de trouver un mari et le bonheur. En répétant ce schéma à la télévision, elles donnent l'exemple et condamnent les petites filles à devenir des poupées. 
Beyoncé, dans son personnage, souffre de son image. On la mesure, pour savoir s'il lui faut prendre ou perdre du poids. Elle est traitée comme du bétail. Elle se sent trop grosse. Elle est dépressive. Elle prend des cachets pour tenir le coup. Elle se fait vomir dans les toilettes. Elle est en concurrence permanente avec les autres miss, elle n'a aucun soutien. Elle est toujours seule. Et pourtant après avoir énuméré tout ce qui la rendait si seule et malheureuse, elle se dit heureuse de ce qu'elle vit.

## Performances commerciales
Pretty Hurts est 39e au Canada, 42e au Royaume-Uni et 37e en Suisse,,.

## Reprises
En 2020, la chanson a été reprise par Jonny Beauchamp dans le sixième épisode de la première saison de la série télévisée Katy Keene.